# Прекмурье

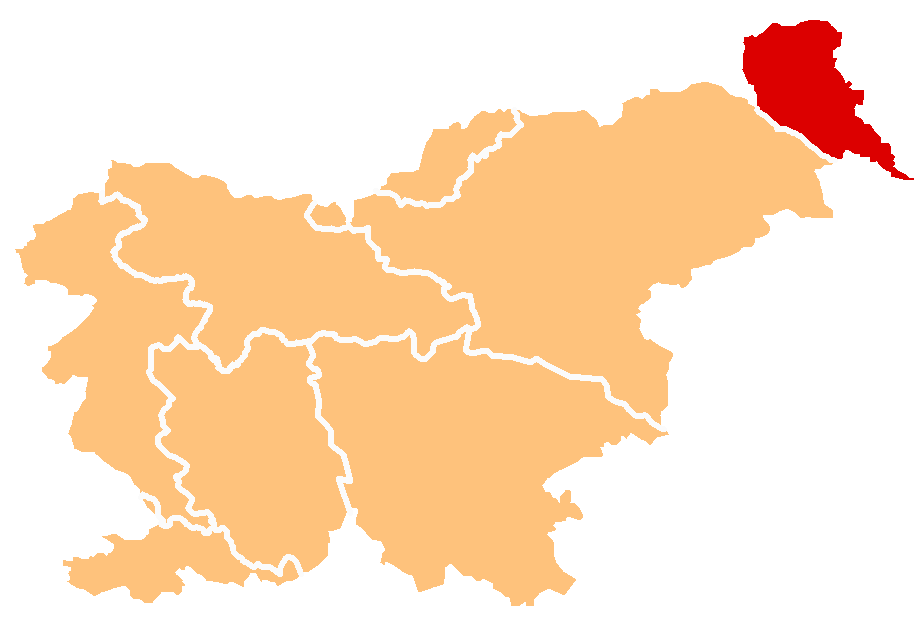
Прекмурье на карте Словении

Пре́кмурье — историческая область, самая северо-восточная земля Словении. На сегодняшний день большая часть Прекмурья принадлежит Словенской республике и составляет регион Помурска, меньшая — Венгрии (словен. Prekmurje; венг. Muravidék). В русской литературе иногда встречается транскрипция «Прекомурье»… Регион Помурска граничит с Венгрией, Австрией и Хорватией. От остальной территории Словении регион отделяет река Мура. В переводе со словенского языка Прекмурье означает область за Мурой.
Рельеф поверхности Прекмурья достаточно ровный, плавно поднимающийся в северном направлении к холмам Горичко. Крупнейший город региона — Мурска-Собота.
Особенностью Прекмурья является значительное венгерское меньшинство и большое количество цыган — последствие длительного нахождения области в составе Венгерского королевства.

## История
В IX веке Прекмурье входило в состав Блатенского княжества, а в 894 году было завоёвано венграми и вошло в состав Королевства Венгрии. Прекмурье (южная часть комитата Ваш и юго-западная часть комитата Зала), где исторически имелось словенское население (около 90 тысяч человек), в большом проценте исповедовавшее протестантизм, резко отличалось от остальных территорий Венгрии в составе Австро-Венгерской монархии. После Первой мировой войны, по условиям Трианонского мирного договора 1920 г. большая часть Прекмурья была отделена от Венгрии и передана новообразованному Королевству сербов, хорватов и словенцев (будущая Югославия).